# 10091 Бандезан
10091 Бандезан (10091 Bandaisan) — астероїд головного поясу, відкритий 11 листопада 1990 року.
Тіссеранів параметр щодо Юпітера — 3,539.